# Gibbongambiet
Het Gibbongambiet is in de opening van een schaakpartij een variant in de Grünfeld-Indische opening en heeft de volgende openingszetten: 1.d4 Pf6 2.c4 g6 3.Pc3 d5 4.g4 met de (Eco-code D 80).
Externe link
- (en) Partijen www.chessgames.com